# Jérôme-Martin Langlois

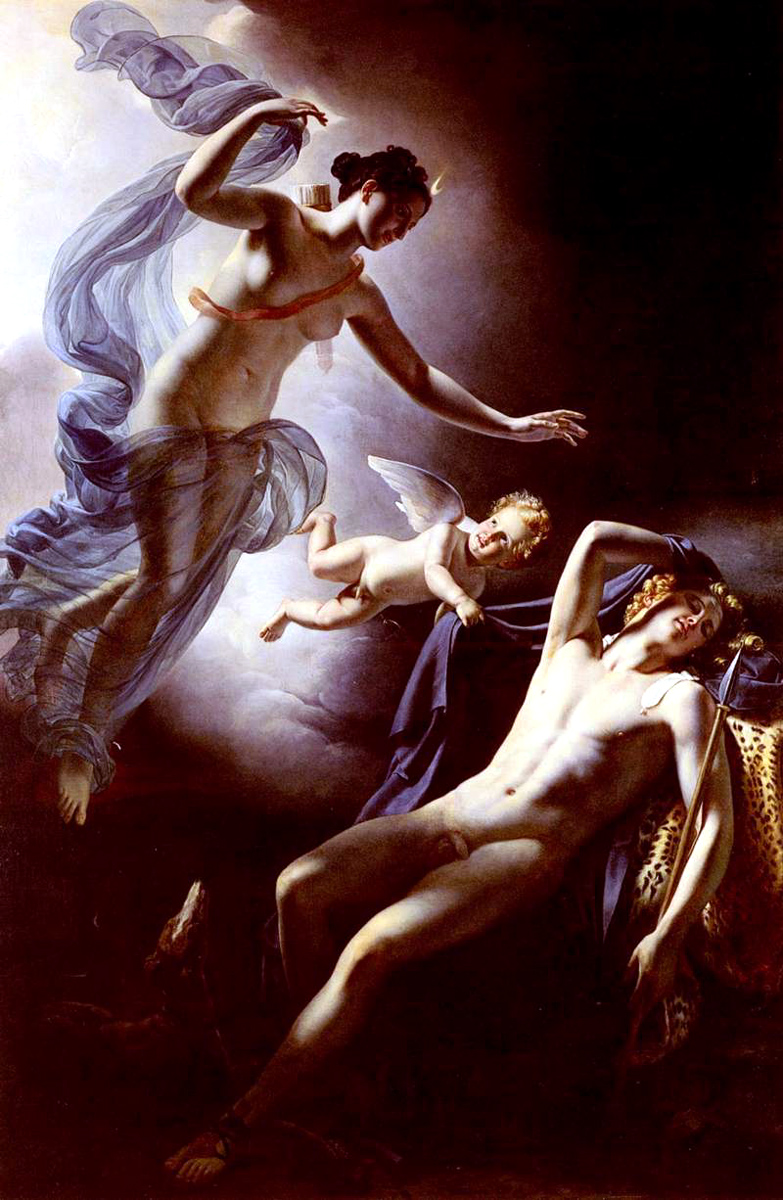
Jerôme-Martin Langlois: Diana och Endymion.

Jérôme-Martin Langlois, född den 11 mars 1779 i Paris, död där den 28 december 1838, var en fransk målare. 
Langlois, vars far var miniatyrmålare, var lärjunge till David och biträdde denne i utförandet av Leonidas och Napoleon på Alperna, där han målade hästen. Han vann Rompriset 1809, målade mest klassiska ämnen – däribland Kassandra anropar Minerva mot Ajax (1817) och Diana och Endymion (1822, båda i Louvren) – samt porträtt i Versailles, Davids porträtt (Bryssel 1824) med fleras.